# Lista de episódios de Cobra the Animation
A série de OVAs e anime Cobra the Animation é baseada no mangá Cobra escrito e ilustrado por Buichi Terasawa. Todas as séries, criadas comemoração do 30º aniversário da série, foram produzidas pela Guild Project e animadas pela Magic Bus. O primeiro OVA, Cobra the Animation: The Psychogun, foi dirigido pelo próprio Buichi Terasawa, enquanto Time Drive foi dirigido por Kenichi Maejima. O anime subintitulado Rokunin no Yūshi teve direção de Keizo Shimizu e Noshitani Mitsutaka. O enredo da série gira em torno de Cobra, um pirata espacial que desfruta de uma vida de aventuras ao lado sua parceira ginoide Armaroid Lady.
Os dois OVAs foram lançados diretamente em vídeo: o primeiro, entre 29 de agosto de 2008 e 27 de fevereiro de 2009, e o outro, entre 24 de abril e 26 de junho de 2009. A série de anime foi exibida originalmente pela BS 11 entre 2 de janeiro e 27 de março de 2010. Posteriormente, todos os episódios de Rokunin no Yūshi foram lançados pela Happinet entre 23 de abril de 2010 e 2 de outubro de 2010.

## Episódios

### The Psychogun
| # | Título                                                                                  | Estreia                 |
| - | --------------------------------------------------------------------------------------- | ----------------------- |
| 1 | "Cobra: The Psychogun, Vol. 1" "Kobura Za Saikogan, vol.1 (コブラ ザ・サイコガンvol.1)" | 29 de agosto de 2008    |
| 2 | "Cobra: The Psychogun, Vol. 2" "Kobura Za Saikogan, vol.2 (コブラ ザ・サイコガンvol.2)" | 24 de outubro de 2008   |
| 3 | "Cobra: The Psychogun, Vol. 3" "Kobura Za Saikogan, vol.3 (コブラ ザ・サイコガンvol.3)" | 21 de dezembro de 2008  |
| 4 | "Cobra: The Psychogun, Vol. 4" "Kobura Za Saikogan, vol.4 (コブラ ザ・サイコガンvol.4)" | 27 de fevereiro de 2009 |

### Time Drive
| # | Título                                                                                 | Estreia             |
| - | -------------------------------------------------------------------------------------- | ------------------- |
| 1 | "Cobra: Time Drive, Vol. 1" "Kobura Taimu Doraibu, vol.1 (コブラ タイムドライブvol.1)" | 24 de abril de 2009 |
| 2 | "Cobra: Time Drive, Vol. 2" "Kobura Taimu Doraibu, vol.2 (コブラ タイムドライブvol.2)" | 26 de junho de 2009 |

### Rokunin no Yūshi
| #  | Título                                                                           | Estreia                 |
| -- | -------------------------------------------------------------------------------- | ----------------------- |
| 1  | "A Chave de Shiva" "Shiba no Kagi (シバの鍵)"                                    | 2 de janeiro de 2010    |
| 2  | "A Porta Dourada" "Ōgon no Tobira (黄金の扉)"                                    | 9 de janeiro de 2010    |
| 3  | "A Cidade sem Estrelas" "Hoshi no nai Machi (星のない街)"                        | 16 de janeiro de 2010   |
| 4  | "O Fantasma da Cidade de Ouro" "Ōgon Kyō no Bōrei (黄金郷の亡霊)"                | 23 de janeiro de 2010   |
| 5  | "A Lenda das Belas Errantes" "Samayoeru Bijo no Densetsu (さまよえる美女の伝説)" | 30 de janeiro de 2010   |
| 6  | "A Escalada da Montanha Efêmera" "Kagerō Yama Nobori (カゲロウ山登り)"           | 6 de fevereiro de 2010  |
| 7  | "Rumo ao Cume" "Sanchō e (山頂へ)"                                               | 13 de fevereiro de 2010 |
| 8  | "Mandorado" "Mandorado (マンドラド)"                                             | 20 de fevereiro de 2010 |
| 9  | "A Bala Negra" "Kuroi Dangan (黒い弾丸)"                                         | 27 de fevereiro de 2010 |
| 10 | "Cavaleiros da Galáxia" "Gyarakushī Naitsu (ギャラクシー・ナイツ)"               | 6 de março de 2010      |
| 11 | "O 13º Homem" "Jū Sannin-me no Otoko (13人目の男)"                               | 13 de março de 2010     |
| 12 | "O Dêmonio do Templo" "Shinden no Mamono (神殿の魔物)"                           | 20 de março de 2010     |
| 13 | "Lembranças Longínquas" "Harukanaru Kioku (遥かなる記憶)"                        | 27 de março de 2010     |